# 職業訓練指導員 (メカトロニクス科)
職業訓練指導員 (メカトロニクス科)（しょくぎょうくんれんしどういん メカトロニクスか）は、職業訓練指導員免許のうちの1つ。厚生労働省管轄。

## 受験資格
職業訓練指導員免許の受験資格と試験免除を参照。電気機器組立て技能士の保有者など。

## 試験科目
学科試験
1. 指導方法（職業訓練原理、教科指導法、訓練生の心理、生活指導及び職業訓練関係法規）
2. 関連学科

- 系基礎学科
  - 制御工学（制御理論、機械制御、電気制御）
  - 機械工学（機械要素、機構、工業計測）
  - 電子工学（電気理論、電子回路、制御用電気機器）
  - 材料工学（材料力学、工業材料、材料）
  - 安全衛生（安全管理、衛生管理）
- 専攻学科
  - 機械システム設計（機械要素設計、機構設計）
  - 電気システム設計（制御機器、ソフトウェア、電気システム設計、メカトロニクス制御）
  - 製造法（工作法、組立法、整備法）

実技試験
1. メカトロニクス機器の組立て
2. メカトロニクス機器の制御